# Syndicat national de la restauration rapide
Le Syndicat national de l'alimentation et de la restauration rapide - SNARR (en France) est une organisation professionnelle représentant en 2012, 1400 adhérents (150 enseignes), près de 3 000 établissements.
Le SNARR représente 17 % du volume d'activité de la restauration rapide[réf. nécessaire] estimé à 17 milliards d'euros[Quand ?] selon l'Insee.
Son président, Jean-Paul Brayer est aussi président directeur général de France Quick.
Les objectifs du syndicat sont :
- L'augmentation de la représentativité en enseignes et en nombre d'établissements, afin d'assurer la pérennité financière et de témoigner de la vitalité de ce secteur d'activité,
- La défense des intérêts professionnels,
- Le développement des actions de lobbying afin de démonter les apports des entreprises de restauration rapide en matière d'investissements, de création d'emplois, de développement de compétences et leur contribution aux métiers de service,
- La mobilisation en matière de reconnaissance de la formation et de la qualification professionnelle.